# Алвіс Яунземс
Алвіс Яунземс (латис. Alvis Jaunzems, нар. 16 червня 1999, Стайцеле, Латвія) — латвійський футболіст, фланговий захисник польського клубу «Сталь» (Мелець) та національної збірної Латвії.

## Ігрова кар'єра

### Клубна
Алвіс Яунземс народився у містечку Стайцеле і грати у футбол починав у місцевому клубі «Стайцеле Бебрі» у нижчих дивізіонах.
У січні 2017 року Алвіс як вільний агент перейшов до клубу «Валміера». Починаючи з сезону 2018 року молодого захисника почали залучати до матчів першої команди. 14 квітня 2018 року Яунземс дебютував в основі у матчі чемпіонату Латвії. По ходу того сезону захисник забронював за собою місце в основі клубу.
Сезон 2022 року став переможним для «Валміери». Разом з командою Яунземс виграв національний чемпіонат.
У серпні 2023 року Яунземс перейшов до польського клубу «Сталь» (Мелець), з яким підписав дворічний контракт. І 1 вересня захисник зіграв першу гру в чемпіонаті Польщі.

### Збірна
З 2018 року Алвіс Яунземс грав у молодіжній збірній Латвії.
3 вересня 2020 року у матчі Ліги націй проти команди Андорри Алвіс Яунземс дебютував у складі національній збірній Латвії.

## Титули
Валміера
 Чемпіон Латвії: 2022